# Voleurs de femmes
Pour plus de détails, voir Fiche technique et Distribution.
Voleurs de femmes (Bride 13) est un serial muet américain réalisé par Richard Stanton. Le serial est présumé perdu et il est composé de 15 épisodes.
Le serial fut produit par William Fox.

## Distribution
- Marguerite Clayton - Bride 13
- John B. O'Brien - Lt. Bob Norton
- Gretchen Hartman - Zara
- Arthur Earle

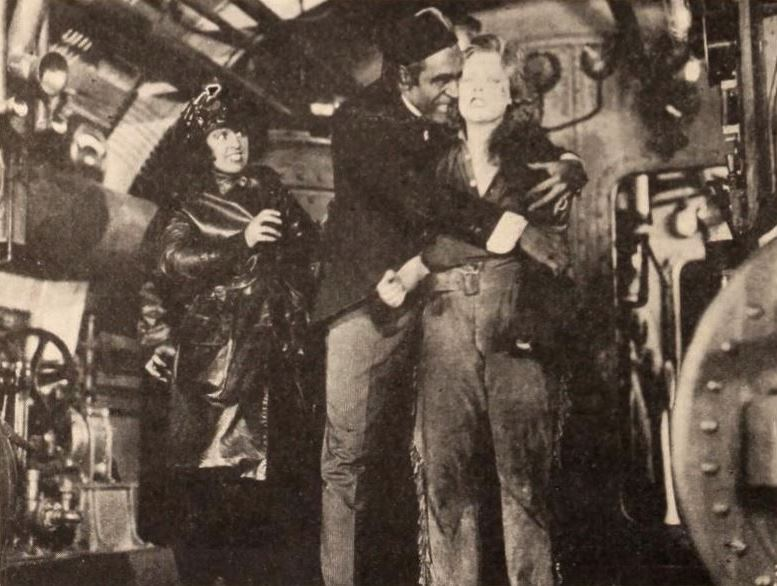
Gretchen Hartman, Arthur Earle, et Marguerite Clayton dans une scène du film.

- Lyster Chambers - Stephen Winthrop
- Mary Christensen
- Justine Holland - Bride 2
- Dorothy Langley - Bride 1
- Mary Ellen Capers - Bride 8
- Martha McKay - Bride 5
- Helen Johnson - Bride 6
- Leona Clayton - Bride 4
- Florence Mills - Bride 9
- W.E. Lawrence (crédité : William Lawrence)

## Titre des chapitres

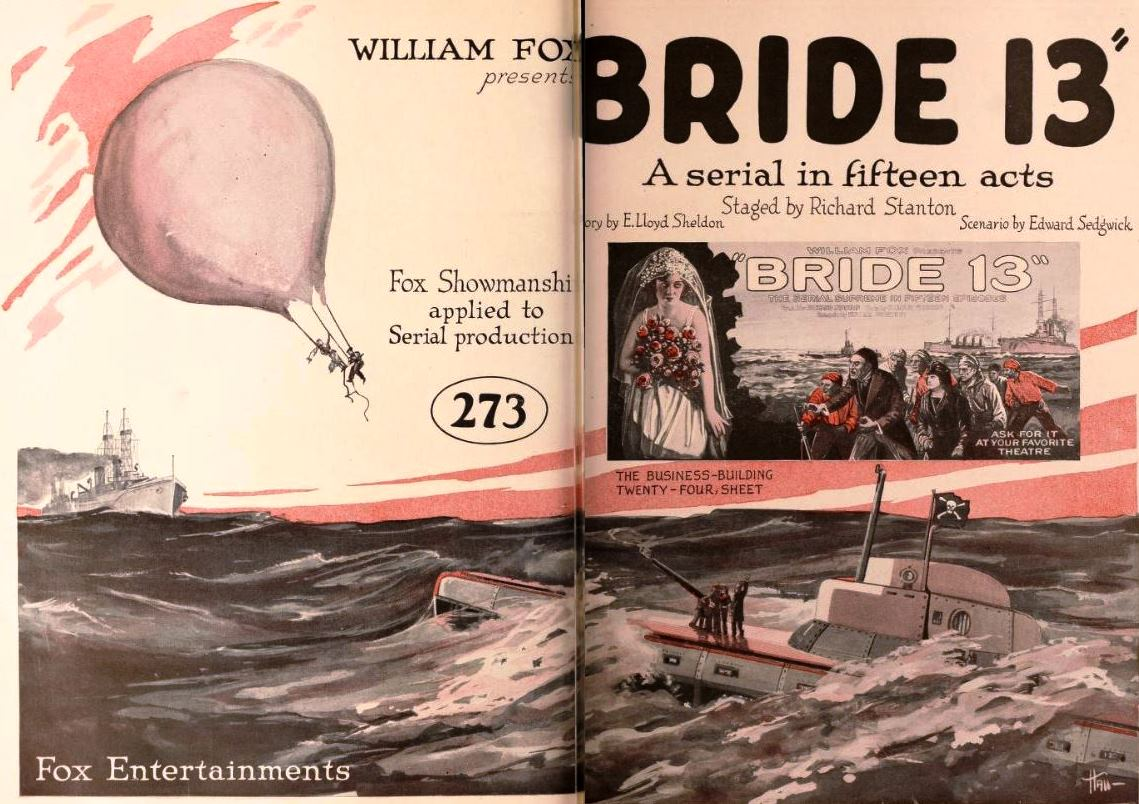
Annonce du film dans le magazine Exhibitors Herald en 1920.

1. Snatched from the Altar
2. The Pirate's Fangs
3. The Craft of Despair
4. The Vulture's Prey
5. The Torture Chamber
6. The Tarantula's Trail
7. Tongues of Flame
8. Entombed
9. Hurled from the Clouds
10. The Cavern of Terror
11. Greyhounds of the Sea
12. The Creeping Peril
13. Reefs of Treachery
14. The Fiendish Tribesmen
15. Thundering Vengeance